# Liste der Naturschutzgebiete im Landkreis Oberallgäu
Im Landkreis Oberallgäu gibt es zehn Naturschutzgebiete. Zusammen nehmen sie eine Fläche von etwa 23.700 Hektar ein. Das größte Naturschutzgebiet ist das 1992 eingerichtete Naturschutzgebiet Allgäuer Hochalpen.
| Name | Bild | Kennung                   | Einzelheiten | Position | Fläche Hektar | Datum |
| --- | ---- | ------------------------- | --- | -------- | ------------- | ----- |
| Allgäuer Hochalpen |      | NSG-00400.01 WDPA: 64661  | Sonthofen Hochmontaner bis hochalpiner schwäbischer Anteil der Nördlichen Kalkalpen.                                                                                 | ⊙        | 20.796,64     | 1992  |
| Breitenmoos |      | NSG-00489.01 WDPA: 162551 | Buchenberg Moor-Schwerpunktvorkommen der Grundmoräne in montaner Lage über Molassesockel. Moor-Bestandstypenvielfalt in typischer und meist vollständiger Zonierung. | ⊙        | 85,77         | 1980  |
| Hochmoore im Kemptener Wald: Staatswaldabteilungen Teufelsküche, Sommerhof, Unterlangmoos, Oberlangmoos des ausmärkischen Forstamtsbezirkes Kemptener Wald | BW   | NSG-00071.01 WDPA: 163712 | Kempter Wald Bergkiefern-Waldhochmoore des Kempter Waldes, die sich in Mulden der Grundmoränenlandschaft gebildet haben.                                             | ⊙        | 303,10        | 1955  |
| Hoher Ifen |      | NSG-00081.01 WDPA: 4412   | Balderschwang Bergmassiv im Bereich der Helvetischen Kreide aus hartem Schrattenkalk mit eigentümlichen Verwitterungsformen.                                         | ⊙        | 2.450,66      | 1964  |
| Hölzlers Tobel |      | NSG-00085.01 WDPA: 81927  | Buchenberg Steilhang-Mischwaldkomplex an der oberen Rottach. | ⊙        | 6,28          | 1966  |
| Rohrbachtobel im Wierlinger Forst |      | NSG-00080.01 WDPA: 82433  | Waltenhofen, Buchenberg Tief eingeschnittener Tobel des Rohrbaches im Wirlinger Wald mit Steilhängen.                                                                | ⊙        | 13,96         | 1960  |
| Rottachmoos |      | NSG-00082.01 WDPA: 82453  | Oy-Mittelberg Hochmoor im oberen Rottachtal bei Unterzollhaus mit gehölzfreier Moormitte.                                                                            | ⊙        | 4,94          | 1964  |
| Schlappolt |      | NSG-00298.01 WDPA: 165402 | Oberstdorf In Bayern einziger Flyschbereich, der nahezu die alpine Höhenstufe erreicht.                                                                              | ⊙        | 163,43        | 1986  |
| Schönleitenmoos im Wierlinger Forst |      | NSG-00079.01 WDPA: 82549  | Weitnau Spirken-Hochmoor mit typischem Übergang Latschenmoor. | ⊙        | 23,49         | 1960  |
| Widdumer Weiher |      | NSG-00539.01 WDPA: 319328 | Waltenhofen, Sulzberg (Oberallgäu) Feuchtkomplex, geprägt von einem eutrophen früheren Fischweiher mit ausgeprägter Schwimmblatt- und Verlandungsvegetation.         | ⊙        | 29,96         | 1998  |
| Legende für Naturschutzgebiet |      |                           | |          |               |       |